# Enter by the Twelfth Gate
Enter by the Twelfth Gate – pierwszy solowy album Michaela Pinnelli, klawiszowca znanego z progresywno metalowej formacji Symphony X. Wszystkie utwory są instrumentalne, a Michael umiejętnie połączył muzykę poważną z rockiem progresywnym.

## Lista utworów
1. The White Room – 5:22
2. Edge Of Insanity – 4:26
3. Piano Concerto #1 Mvt. 1 – 5:12
4. Enter by the Twelfth Gate – 4:30
5. Falling From The Sky – 2:55
6. Welcome To My Daydream – 3:30
7. Piano Concerto #1 Mvt. 2 – 2:27
8. Piano Concerto #1 Mvt. 3 – 2:20
9. Live For The Day – 3:36
10. Scriabin Etude OP. 42 No. 5 – 1:48
11. Moracan Lullaby – 1:50
12. Departing For Eternity – 1:25
13. Cross The Bridge – 4:56